# Протести в Сербії 2017
Протести в Сербії 2017 року — акції протесту проти обрання чинного президента Сербії Александара Вучича. Акції протесту розпочалися 3 квітня, коли стало відомо, що Александар Вучич переміг на виборах. Опозиція заявила про фальсифікації на виборах і тиск на ЗМІ.

## Передумови
Більшість телеканалів Сербії контролюються державою. Також більшість газет перебуває під значним впливом Вуйчича. Так, перед виборами, за кілька днів до голосування, сім найбільших газет Сербії розмістили на перших шпальтах червоно-синій логотип AV (Aleksandar Vucic). Екс-президент Сербії Борис Тадіч заявив, що це показує реальний стан справ із демократією в країні і що, "Ми побачимо північно-корейський сценарій для Сербії, якщо він переможе на виборах".
За тиждень до виборів, ще будучи прем'єр-міністром, Александар Вучич відвідував Росію. Офіційна мета візиту — налагодження економічних відносин.

## Вимоги мітингарів
Протестувальники вимагають відставки голови виборчої комісії, спікера парламенту і керівників державного телебачення. Їх звинувачують у сприянні перемозі Александара Вучича. Спікер парламенту Майя Гойкович закрила парламент на початку передвиборчої кампанії, щоб позбавити опозицію можливість звернутися до виборців із парламенту.

## Хронологія

### 3 квітня 2017
Протести розпочалися 3 квітня. Організовувалися вони через фейсбук. На мітинги вийшли тисячі людей. Люди йшли на мітинги із вимогою відмінити "диктатуру Вучича". Мітингарі перекрили рух транспорту в Белграді перед будівлею парламенту.

### 4 квітня 2017
У вівторок, 4 квітня, мітинги пройшли у 15 містах Сербії. Найбільші демонстрації і марші пройшли в Белграді, Ниші, Новий Сад і Крагуєваці.
На протестах дуже багато молоді. Мітинги організовували через соцмережі. Лозунги протестантів — "Вучич злодій!", "Геть" і "Ви вкрали голоси".
У Белграді було близько 20 000 чоловік, у Нові-Сад близько 2 000, у Ниші — 5 000.

### 8 квітня 2017
8 квітня близько 20 000 чоловік зібралися на протести у Белграді. Серед мітингарів були не тільки студенти, але і військові. Вони колоною вирушили до державного телеканалу RTS, а звідти до Палацу Сербії, де розташовані Міністерство внутрішніх справ Сербії і резиденція президента Сербії.
Паралельно з цим мітингом, також проходили інші мітинги. Так, в урядовому кварталі Белграда був мітинг, організований профспілкою проти зменшення пенсій. На півдні, в місті Ниш, протестанти рушили до місцевого телеканалу з вимогою правдиво висвітлювати інформацію щодо протестів. Це досить актуально через те, що в Сербії значна частина телепродукції контролюється державою. І серби дивлються телевізор в середньому 5 годин на добу, що найвище серед всіх європейських держав.